# Verju ne verju
Verju ne verju (in russo верю не верю?, "ci credo-non ci credo") è un popolare gioco di carte russo, simile a Dubito.
Si presta meglio ad essere giocato in gruppi numerosi - almeno 5 giocatori - con un mazzo di almeno 40 carte.

## Regole del gioco
Scopo del gioco è liberarsi delle proprie carte dandole agli avversari, perde il giocatore che si ritrova ad aver raccolto tutte le carte.
Dopo aver distribuito ai giocatori tutte le carte, in numero il più possibile uguale ciascuno, il giocatore che inizia fa la sua prima dichiarazione ponendo sul tavolo da gioco una o più carte coperte, dichiarandone il valore (ad esempio, giocando tre carte: "questi sono tre otto").
Il giocatore successivo ha due scelte: credere o non credere alla dichiarazione fatta.
- se ci crede, pone a sua volta sul tavolo da gioco, una o più carte coperte dichiarando che hanno lo stesso valore (es., giocando una carta: "anche questo è un otto"); il turno passa quindi al giocatore successivo;
- se non ci crede, e vuole quindi vedere il bluff, ha diritto a girare una (e una sola) carta di quelle giocate dal giocatore immediatamente precedente:
  - se la carta coincide con quanto dichiarato dal giocatore precedente (es., è un otto) il giocatore prenderà tutte le carte sul tavolo giocate fino a quel momento;
  - se la carta non coincide con quanto dichiarato dal giocatore precedente (es., non è un otto) sarà il giocatore precedente, sbugiardato, a dover prendere tutte le carte sul tavolo giocate fino a quel momento.

Quando un giocatore ha in mano tutti e quattro i semi di un valore li deve scartare, togliendoli dal gioco.
Il gioco prosegue finché tutti i giocatori tranne uno si sono liberati delle proprie carte.